# Кейптаун Сперс
«Кейптаун Сперс» (англ. Cape Town Spurs Football Club) — південноафриканський футбольний клуб з міста Кейптаун. У 1999—2020 роках був відомий як «Аякс Кейптаун».

## Історія

### Ранні роки
«Кейптаун Сперс» був створений 11 січня 1970 року і виступав у Національній професіональній футбольній лізі з 1971 по 1984 рік і Національній футбольній лізі з 1985 по 1995 рік, вигравши чемпіонат ПАР у останньому сезоні, до створення південноафриканського Прем'єр-дивізіону. Того ж року клуб також виграв Кубок ПАР, тоді відомий як Super Bowl Bob Save.

Логотип клубу «Аякс Кейптаун».

### «Аякс Кейптаун»
У жовтні 1998 року Роб Мур, голова та власник футбольного клубу «Севен Старс» вирушив до Амстердаму, щоб завершити угоду з трансферу Бенні Маккарті з «Севен Старз» до «Аякса». Під час завершальної стадії переговорів рада амстердамського клубу заявила, що вони хотіли б мати футбольну академію в Південній Африці, де вони могли б виховувати гравців такого ж рівня, як Бенні Маккарті. Роб Мур повернувся до Кейптауна, де йому було доручено розпочати створення академії. Після ретельного розгляду Роб Мур запросив Джона Комітіса (президента футбольного клубу «Кейптаун Сперс») приєднатися до цього процесу. В результаті відбулося злиття двох кейптаунських команд — «Севен Старс» і «Кейптаун Сперс», на базі яких був створений футбольний клуб «Аякс» (Кейптаун). Новостворений клуб зіграв свій перший офіційний матч проти «Кайзер Чифс» 17 липня 1999 року. «Аякс» переміг з рахунком 1-0, а переможний гол забив капітан команди Сем Пем.
«Аякс» жодного разу не вигравав чемпіонський титул, а найвищий результат — це друге місце в сезонах 2003/04, 2007/08 та 2010/11 років. «Аяксу» вдалося виграти Кубок ПАР в 2007 році та Кубок ліги 2008 році. а також Кубок восьми в 2015 році. Також кейптаунський клуб виконував роль фарм-клубу, постачаючи своїх найкращих гравців до амстердамської команди, серед них були Стівен Пінаар у 2002 році, Дейлон Класен у 2009 році, Ейонг Ено у 2008 році та Тюлані Сереро в 2011 році.
За підсумками сезону 2017/18 «Аякс» посів останнє 16 місце і вилетів з вищого дивізіону. У другому дивізіоні клуб посів 4-е місце, поза зоною плей-оф в сезоні 2018/19, а наступного року став другим, потрапивши у плей-оф, але там кейптаунська команда поступилась клубу «Блек Леопардс» і знову не змогла вийти до елітного дивізіону. Невдовзі після цього «Аякс» (Амстердам) продав свою частку в 51% акцій «Аякс Кейптаун».

### «Кейптаун Сперс»
28 вересня 2020 року було оголошено, що компанія Cape Town Stars, яка володіла 49% франшизи, досягла угоди з амстердамським «Аяксом» про придбання 51% частки франшизи з 1 жовтня 2020. Cape Town Stars отримав повний контроль над клубом і подав заявку про перейменування команди назад на «Кейптаун Сперс». 9 жовтня новим головним тренером клубу був призначений 54-річний серб Владислав Херич.

## Досягнення
- Чемпіонат ПАР:
  - Чемпіон: 1995
  - Віце-чемпіон: 2003/04, 2007/08, 2010/11
- Кубок Ліги ПАР:
  - Володар: 2000, 2008
- Кубок ПАР:
  - Володар: 1995, 2007
- Кубок Восьми:
  - Володар: 2015